# Дорожный (Калининградская область)
Дорожный — посёлок в Гурьевском городском округе Калининградской области. Входит в состав Кутузовского сельского поселения. Железнодорожная остановочная платформа "7 км".

## Население
| 2002 | 2010 |
| ---- | ---- |
| 312  | ↗569 |

## История
Населенный пункт Зандлаукен в 1946 году был переименован в поселок Дорожное.